# Портрет хірурга Юдіна
«Портре́т хіру́рга Ю́діна» — портрет з серії радянських науковців і діячів мистецтва, котрий створив російський художник Нестеров Михайло Васильович (1862–1942).

## Дещо про С. Юдіна
П'ятидесятисемирічний хірург 1948 року несподівано отримав власну камеру в ув'язненні і невизначеність стану на декілька місяців. Відомого фахівця звинуватили у співпраці з британською розвідкою і чотири місяці водили на допити. Абсурдність звинувачень вже нікого не засмучувала, адже країну провели через розстрільні 1918, 1922, 1937, 1940-41 роки і міцно зріднили з тюремним побутом.
Юдіну було що пригадувати за довге життя: і молодість часів царату до 1917 року, і медичну освіту та побут полкового лікаря в Першу світову війну, і палкі, але приховані дискусії радянських лікарів, що робити з жінкою-терористкою, котру привезли з НКВС на лікування перед стратою. Її чекала смерть в катівні по лікуванні в Басманній лікарні, а можна було влаштувати їй легку смерть під час наркозу в лікарні і тим позбавити жінку від пазурів очільників Лубянки.
В місяці ув'язнення хірург наважився написати листа до політичного лідера Жданова, де перелічив власні праці по лікуванню фронтовиків і організацію медичної допомоги для шпиталів. І додав, чи не може він отримати дозволу емігрувати з СРСР, якщо його досвід лікаря і директора Клініки імені Скліфосовського не потрібен комуністичній державі (оригінал листа С. С. Юдіна зберігає архів Федеральної служби безпеки РФ). Як його не розстріляли тоді, незрозуміло. Його «забули» в ув'язнення на два роки і два місяці. Вільний час він використав на написання спогадів, які не вилучили. Спогади видасть по закінченні земного життя хірурга медична сестра, котра працювала з ним багато років. Юдін помер на волі в червні 1954 року, через декілька місяців після того, як отримав звістку про власну реабілітацію.

## Опис твору
Художник писав портрет відомого хірурга двічі. Вперше це сталось весною 1933 року. Віртуоз-хірург Сергій Сергійович Юдін (1891–1954) — педагог, лауреат Сталінської премії, був московською зіркою. Обдарований фахівець, сам музикант, за артистичність натури багатьом від здавався схожим на композитора і піаніста Рахманінова, російського емігранта на той час.
Аби створити новий портрет, художник відвідав клініку і подав хірурга Юдіна під час операції, зосередившись на артистизмі його пози, його рук. Але перший портрет Нестеров наситив ще декількома персонажами-медиками, котрі сприймались стаффажем і відволікали від головного героя портрета. Портрет переставав бути зображенням окремої людини, цікавою для художника, і перетворювався на побутовий жанр з мединською тематикою. Водночас Нестеров працював над уславленим пізніше портретом академіка Івана Петровича Павлова. І відмовився теж від побутового трактування портрета. Завдання розкриття характеру портретованого було виконано, коли Нестеров побачив Павлова під час гніву на наукового опонента, не згодного з науковими висновками російського академіка. Запальний Іван Петрович стиснув руки у кулаки і важко опустив їх на стіл. Таким і став остаточний варіант портрета пристрасного академіка І. П. Павлова.
Шляхом розкриття характеру портретованого через характерний жест він пішов і в портреті хірурга Сергія Юдіна. Але тонка, художня манера нової особистості розкривалась по іншому, і її жести були тонкі, художні. Нестеров подав Юдіна в другому портреті 1935 року за лікарняним столом в профіль. Аби ускладнити собі завдання, освітлення подав зі спини, що обумовило тінь на обличчі Юдіна. В портреті переважають білі фарби. Зате на білому тлі чітко виник гострий профіль фахівця і тонка рука хірурга в артистичному жесті пояснення власної думки невидимому для глядача співрозмовнику.
Ні художник, ні сам Сергій Юдін ще не знали, що їх чекає попереду війна 1941–1945 років, виснажлива праця хірурга з фронтовиками-пораненими і арешт від сталінського уряду, яким подякують хірургу за сумлінну працю.